# 西光寺 (船橋市)
西光寺（さいこうじ）は、千葉県船橋市坪井町にある寺院。真言宗豊山派。

## 沿革
坪井町が開拓された平安時代から1230年（寛喜2年）に薬師如来が作られるまでの間に、貞福寺（八千代市）の末寺として作られた。旧本尊は薬師如来であった（昭和39年頃に再建し、そのときの碑もある）。足利の時代に作られたとされる如意輪観世音は今でも残っている。また戦国時代に近くにあった坪井城と大きく関係しており、この寺の裏手にある高い土手に身を隠していたともされる。江戸時代の墓石（安永、寛政、文化などと彫られている）も境内にあり、盛んであったと思われる。
阿弥陀堂も残っており、江戸末期からの吉橋組大師巡りの中で本堂が第十七番札所に、阿弥陀堂が第四十六番札所になっている。

## その他
薬師如来秘仏があり、拝むと目の病気が治ると云われている。

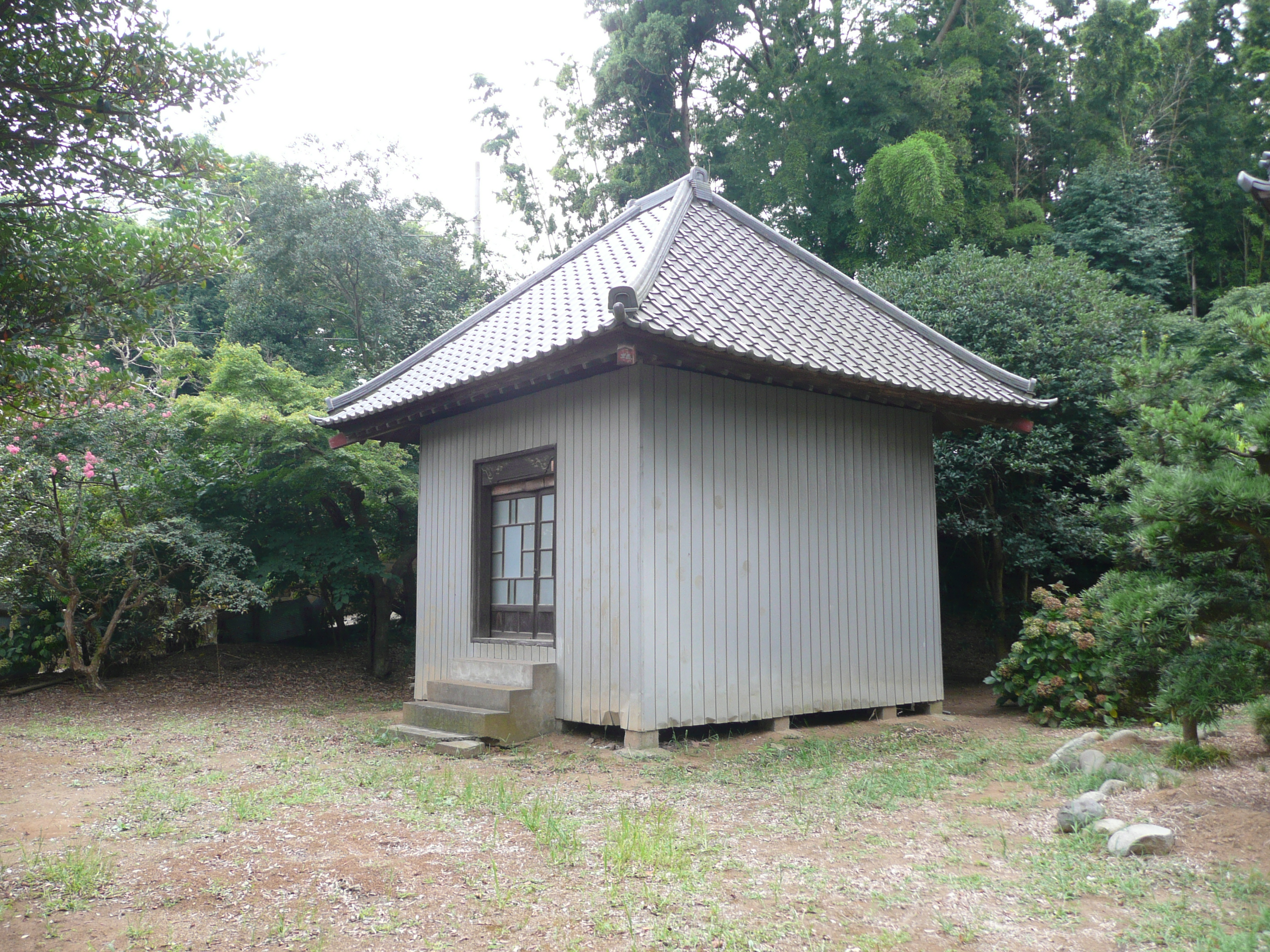
西光寺の阿弥陀堂
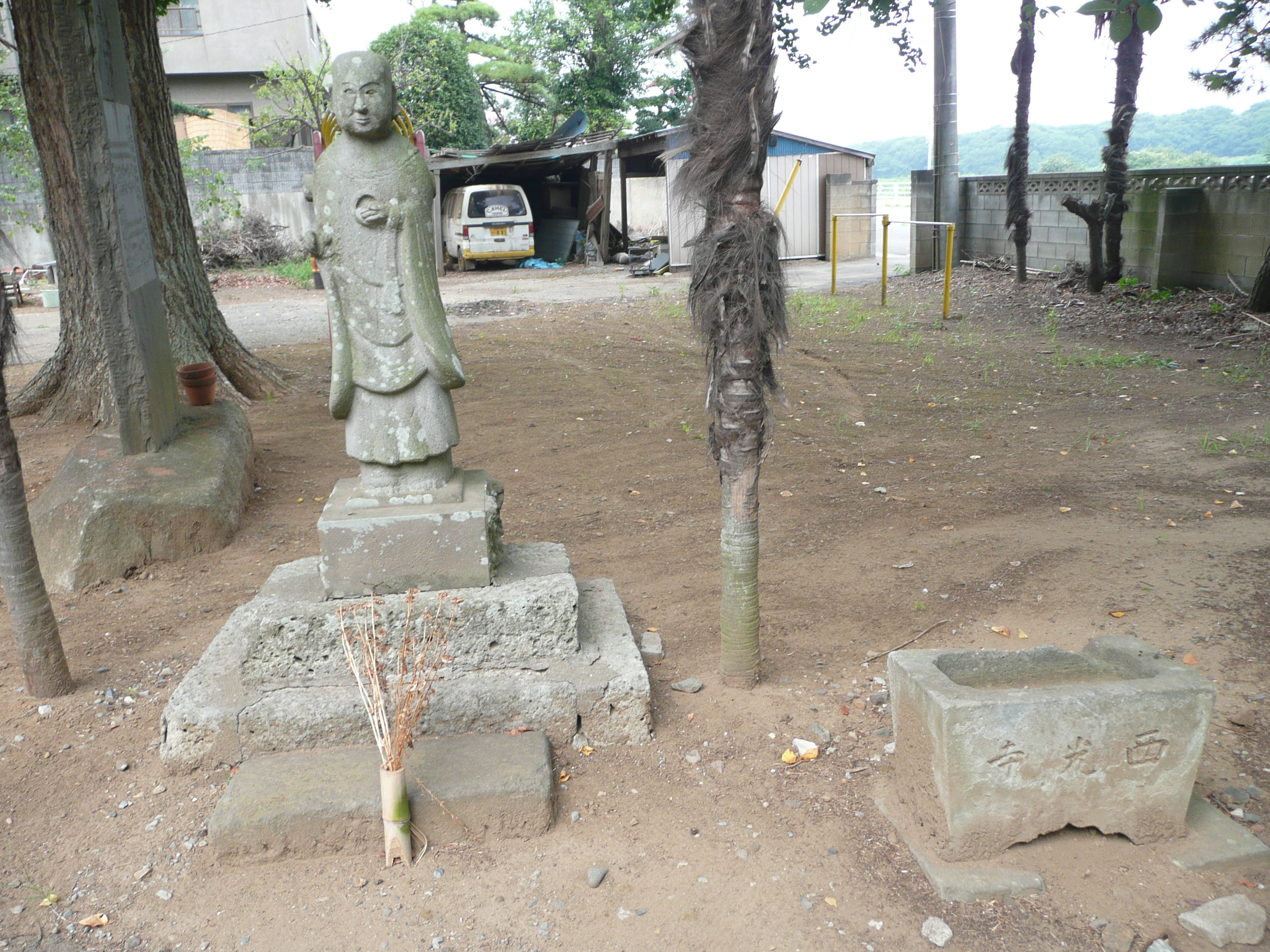
薬師如来秘仏
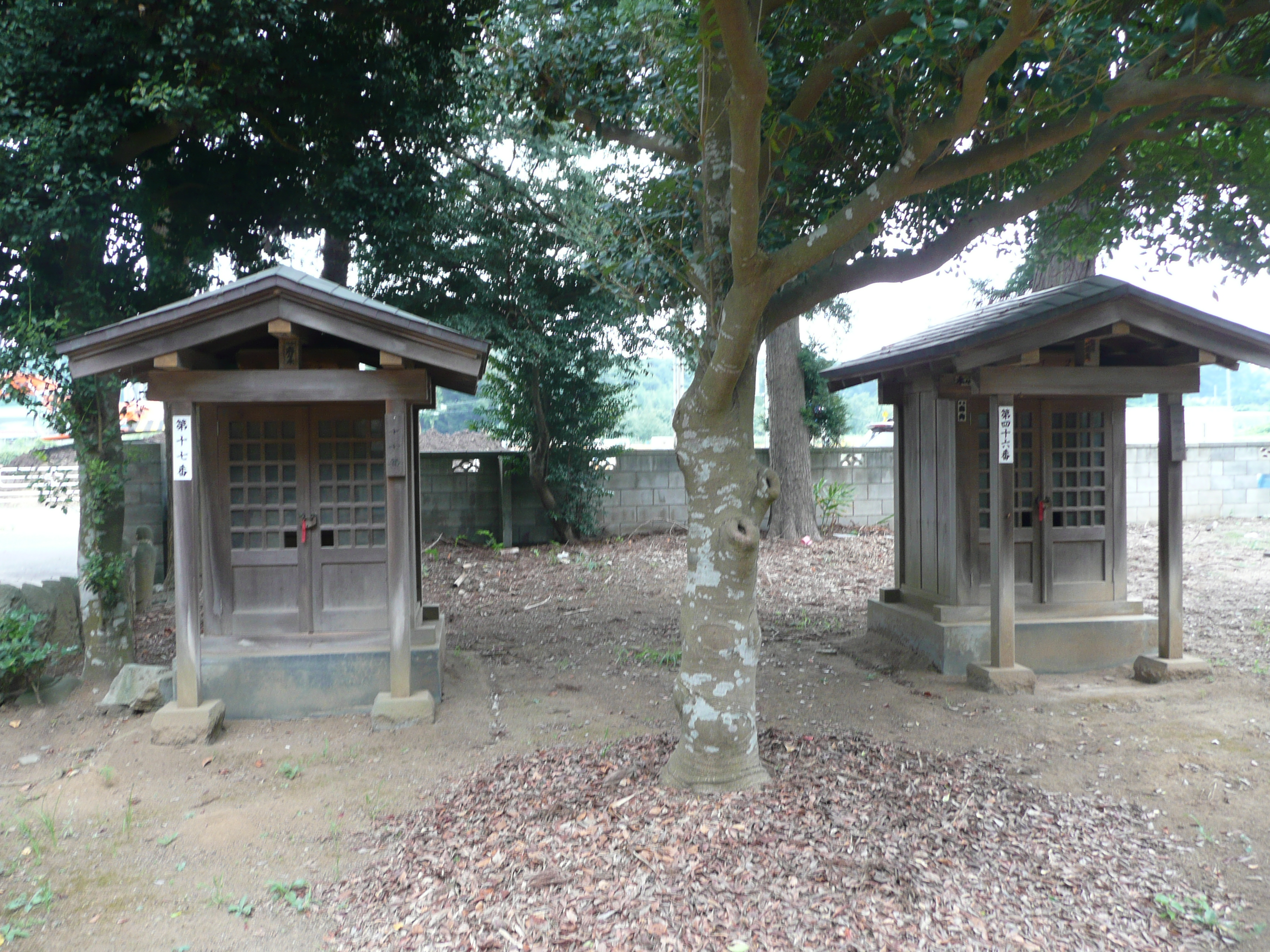
札所。左が第十七番、右が第四十六番。
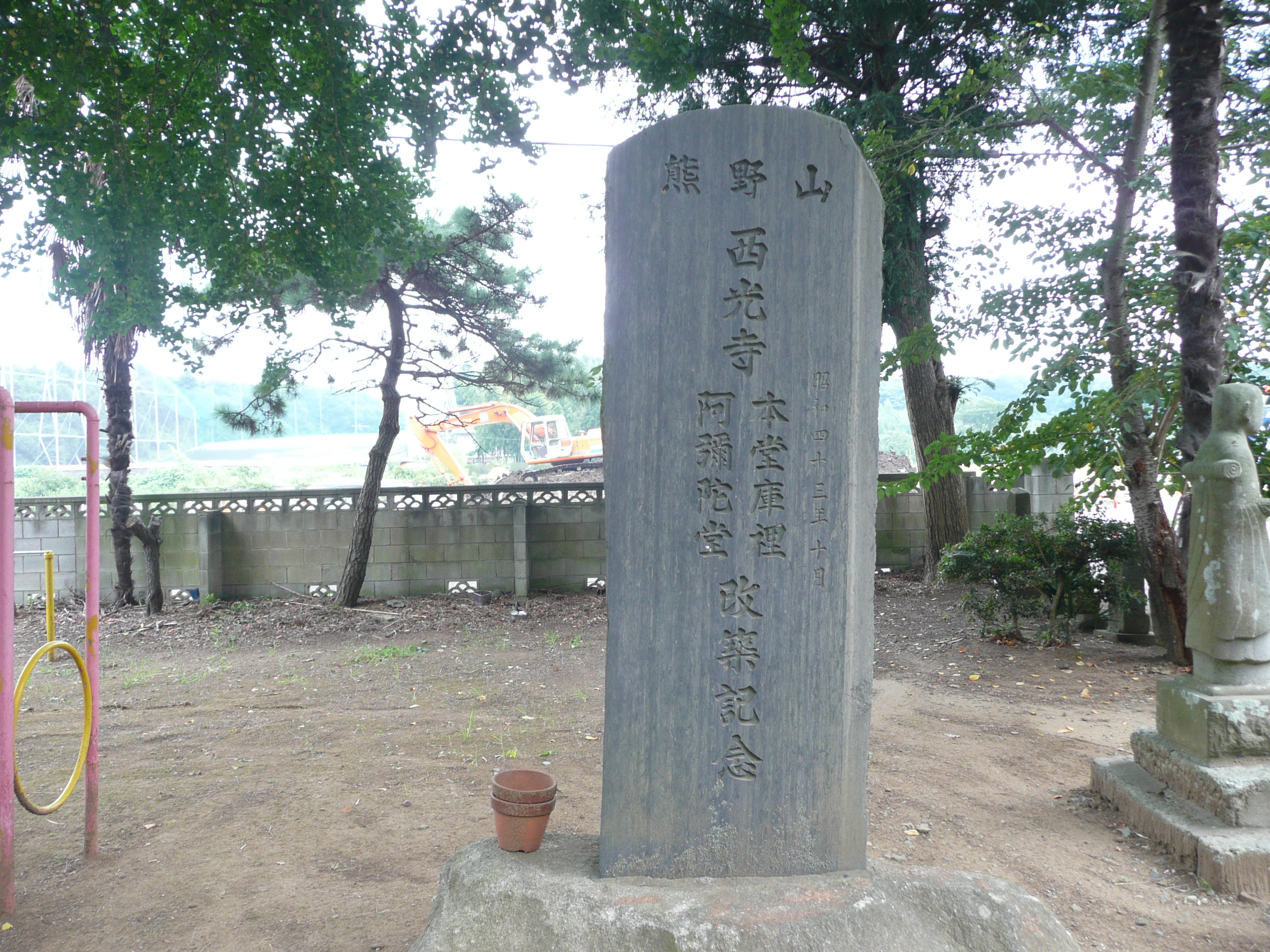
昭和に再建されたときの記念碑。裏には再建に携わった人の署名がある。